# Jean Lhote
Pour les articles homonymes, voir Lhote.
Jean Lhote, né le 29 décembre 1925 à Lunéville et mort le 30 décembre 2009 à Metz, est un historien français.

## Biographie
Jean Lhote naît le 29 décembre 1925 d'un père officier et d'une mère institutrice. Il est l'aîné de huit enfants. Au moment de la deuxième guerre mondiale, avec sa famille, il quitte la Lorraine pour l'Algérie.
Adolescent encore, il est mobilisé et participe au débarquement en Provence.
À la fin de la guerre, il retourne à Lunéville, passe son bac, puis fréquente le département de géographie de l'université de Nancy. Il y rencontrera le professeur André Guilcher. Sa licence obtenue, comme il est également passionné d'histoire, il mène à bien un diplôme d'études supérieures, toujours à Nancy, sous la direction de Jean Bourdon qui lui donne le goût de l'aride recherche.
Il devient professeur d'histoire et de géographie. C'est ainsi qu'il est amené à parcourir la Lorraine. Il enseigne à Mulhouse, Thionville, Metz, et connaît tous les niveaux, passant du lycée au collège, sans oublier l'université. En parallèle, Jean Lhote se livre ardemment, pendant 20 ans, à "sa recherche", qui a pour cadre, dans le temps, la Révolution et l'Empire, et dans l'espace, Metz, la ville dont/où il est tombé amoureux et qu'il n'a jamais quitté depuis son mariage en 1951. Il y soutiendra une thèse d'État, en démographie historique dirigée par Alfred Wahl. Son jury était présidé par Jacques Dupâquier. Dans ce travail intitulé "Le mouvement naturel de la population à Metz sous la Révolution et l'Empire", on retrouve l'empreinte de ceux auxquels il doit sa rigueur scientifique, Marcel Reinhard et André Armengaud.
En 1994, il reçoit le prix Paul-Aubry de l'Académie Stanislas.
Dans les dernières années de sa vie, il s'est adonné à la poésie et à l'écriture de nouvelles.
Il donne le goût de l'effort intellectuel à ses trois enfants. Son épouse Marie-Josèphe a elle-même accompli une longue carrière de professeur et de chercheur en littérature comparée. Il meurt le 30 décembre 2009 à Metz, laissant, en historien curieux de tout, d'abondantes archives.

## Publications

### Articles et ouvrages scientifiques
- Les Divorcés messins sous le régime de la loi du 20 septembre 1792 (1793-1804)
- Aspects du mouvement migratoire à Metz sous le Consulat et l'Empire, Sarreguemines, éditions Pierron, 2004, 70 p.
- Aspects de la population de Metz sous le Consulat de l'Empire
- « Le mouvement naturel de la population de Metz sous le Consulat et l'Empire », 1970

### Nouvelle historique
- Jean Lhote et Louise de Poutet, Un amour à Metz sous la Révolution, Sarreguemines, éditions Pierron, 1993, 85 p. »

### Ouvrage poétique et de fiction
- Odyssée Lorraine, Sarreguemines, Pierron, 1998, 120 p.